# Jacques Clouseau felügyelő
Jacques Clouseau francia rendőrfelügyelő, a Rózsaszín Párduc filmek és sorozatok főszereplője; megformálója Peter Sellers, majd egy filmben Alan Arkin és a remake-ben Steve Martin.

## Jelleme, kinézete
Ügyetlen, csetlő-botló, mégis rettenthetetlen és magabiztos főfelügyelő. Sűrű, fekete bajsza és rövid haja van. Többnyire ballonkabátot visel. Számtalanszor életveszélyes helyzetbe kerül, amiket nem ügyessége, hanem ügyetlensége miatt mindig túlél, míg a körülötte lévők pórul járnak.

## Szerepe
A sorozat 1-5. részében övé a főszerep, a 6-7. részben (halála után) néhány pillanatra tűnik fel csak emléke.

## Előfordulásai
- Clouseau felügyelő (Inspector Clouseau), 1968-as angol-amerikai film, rendező Bud Yorkin, címszereplő Alan Arkin
- Rózsaszín párduc (egyértelműsítő lap)